# Tony Dawson
Tony Dawson (Kinston, Carolina del Nord, 25 d'agost de 1967) és un jugador de bàsquet nord-americà ja retirat. Amb 2.01 d'alçada, jugava en la posició d'aler.
Dawson va jugar en diversos equips europeus i nord-americans. A la lliga espanyola va jugar al Tenerife Nº1 (1989-90) i al 7up Joventut (93-94). Durant la seva estada a Badalona va formar part de la plantilla del Joventut que va guanyar la Lliga Europea, tot i que la seva qualitat de forà no el va deixar participar en la competició europea.